# 105 (tal)
105 är det naturliga talet som följer 104 och som följs av 106.

## Inom matematiken
- 105 är ett udda tal.
- 105 är det fjortonde triangeltalet
- 105 är ett dodekagontal
- 105 är ett sfeniskt tal
- 105 är ett aritmetiskt tal
- 105 utgör tillsammans med 104 ett Ruth-Aaronpar
- 105 är ett palindromtal i det kvarternära talsystemet.

## Inom vetenskapen
- Dubnium, atomnummer 105
- 105 Artemis, en asteroid
- Messier 105, elliptisk galax i Lejonet, Messiers katalog